# ロイク・フジュ
マキシム・ロイク・フジュ（Maxime Loïc Feudjou 、1992年4月14日 - ）は、カメルーン・ドゥアラ出身のプロサッカー選手。サッカーカメルーン代表。ポジションはGK。

## 経歴

### クラブ
2010年から地元クラブのボタフォゴFCでプロキャリアをスタート。
2011年12月、コトンスポール・ガルアに移籍。加入当初こそ第3キーパーの位置付けだったが、シーズン途中からファーストチョイスに定着した。2012年9月、プレミアリーグのレディングFCへの移籍話が持ち上がったが、実現しなかった。2013年には国内2冠とCAFチャンピオンズリーグ準決勝進出を果たした。

### 代表
2012年2月23日、アフリカネイションズカップ2013予選のギニアビサウ戦で代表初招集。2014年5月29日、パラグアイ戦で途中出場し初キャップを記録。6月7日のモルドバ戦で初スタメン。

## 代表歴

### 出場大会
- カメルーン代表
  - 2014 FIFAワールドカップ

### 試合数
- 国際Aマッチ 3試合 0得点（2013年-2014年）[6]

| カメルーン代表 | 国際Aマッチ | 国際Aマッチ |
| 年             | 出場        | 得点        |
| -------------- | ----------- | ----------- |
| 2013           | 1           | 0           |
| 2014           | 2           | 0           |
| 通算           | 3           | 0           |

## タイトル
コトンスポール
- カメルーン・プレミア・ディビジョン(2): 2013, 2014
- カメルーン・カップ(1): 2014

アル・ヒラル
- スーダン・プレミアリーグ(2): 2016, 2017
- スーダン・カップ(1): 2016